# Päpstliche Kommission für Lateinamerika
Die Päpstliche Kommission für Lateinamerika (lateinisch Pontificia Commissio pro America Latina, spanisch Pontificia Comisión para América Latina, portugiesisch Pontifícia Comissão para a América Latina, CAL) ist ein Dikasterium der Römischen Kurie.

## Errichtung, Organisation, Aufgaben
Die Kommission wurde am 21. April 1958 durch Papst Pius XII. eingerichtet, um die Arbeit der Kirche in Lateinamerika zu unterstützen. Dies geschah drei Jahre nach der Gründung des Lateinamerikanischen Bischofsrates (CELAM), und bei einigen Persönlichkeiten der lateinamerikanischen Kirche kam daraufhin die Sorge auf, dass die CAL den CELAM „beaufsichtigen“ solle.
Paul VI. erweiterte die Kommission um einen Generalrat für Lateinamerika, der die einzelnen Aktivitäten in den verschiedenen lateinamerikanischen Staaten koordinierte. 1988 verfügte Papst Johannes Paul II. durch das Motu Proprio Decessores Nostri vom 18. Juni eine umfassende Neuordnung der Kommission. Nach diesem Motu Proprio und den Ziffern 83 und 84 der Apostolischen Konstitution Pastor Bonus vom 28. Juni 1988 hat die Kommission für Lateinamerika folgende Aufgaben:
- Hilfe und Rat für die Einzelkirchen Lateinamerikas,
- Untersuchung von Fragen der Glaubenslehre und Pastoral, die für das Leben und die Entwicklung dieser Kirchen von Belang sind,
- Förderung der Neuevangelisierung.

In die Kommission werden Bischöfe und Kardinäle vor allem aus der römischen Kurie und aus Lateinamerika berufen. Die Kommission wird von dem jeweils amtierenden Präfekten des Dikasteriums für die Bischöfe als Präsident geleitet und ist für die Koordination der vatikanischen Lateinamerikaaktivitäten zuständig. Die Kommission arbeitet eng mit dem CELAM zusammen und hat dessen letzte Generalversammlungen von 1992 in Santo Domingo und 2007 in Aparecida vorbereitet und begleitet.
Die Leitung der Geschäfte nimmt der Vizepräsident wahr. Das Amt gilt als Schaltstelle in den Beziehungen zwischen der lateinamerikanischen Kirche, der römischen Kirchenleitung und der Weltkirche und ist auch ökonomisch bedeutsam, da es die Verteilung der Hilfsgelder für lateinamerikanische kirchliche Empfänger, die von kirchlichen oder weltlichen Spenden- und Hilfsorganisationen aus anderen Teilen der Welt wie beispielsweise Adveniat in Deutschland aufgebracht werden, koordiniert.

## Personal
Erster Vizepräsident nach der Neuordnung durch Johannes Paul II. war von 1988 bis 2003 der spanische Geistliche und Journalist Cipriano Calderón Polo, der als wichtigster Lateinamerikaexperte der Päpste Paul VI. und Johannes Paul II. galt und mehr als zwei Jahrzehnte lang als „der Mann des Papstes für Lateinamerika“ betrachtet wurde.
Mit dem Mexikaner Luis Robles Díaz wurde 2003 erstmals ein selbst aus Lateinamerika stammender Geistlicher zum Vizepräsidenten der Päpstlichen Kommission für Lateinamerika bestellt. Er verstarb am Karsamstag des Jahres 2007 in Rom unmittelbar vor der von ihm maßgeblich vorbereiteten V. Generalversammlung der Bischofskonferenzen von Lateinamerika und der Karibik (CELAM) in Aparecida (Brasilien), die von Papst Benedikt XVI. im Mai 2007 persönlich eröffnet wurde. Zum Nachfolger wurde Ende Mai 2007 der Kolumbianer Octavio Ruiz Arenas ernannt.
Seit dem Ausscheiden des bisherigen Bischofspräfekten Giovanni Kardinal Re im Jahr 2010 amtiert Kardinal Marc Ouellet als Präsident der Kommission. Die Aufgaben des Vizepräsidenten gingen mit der Versetzung Erzbischof Ruiz Arenas zum Päpstlichen Rat für Neuevangelisierung an den aus Uruguay stammenden Rechtsanwalt Guzmán Carriquiry über, der am 14. Mai 2011 zum Sekretär der Kommission ernannt wurde. Anfang 2014 wurde er in dem Amt bestätigt und im gleichen Jahr als erster Laie zum Vizepräsidenten der Kommission ernannt, deren Tätigkeiten er bis zu seiner Emeritierung im April 2019 koordinierte. Der Lateinamerikaner war vorher Untersekretär im Päpstlichen Rat für die Laien gewesen und bis zur Ernennung von Paolo Ruffini zum Präfekten des Kommunikationsdikasteriums im Juli 2018 der einzige Nichtbischof, der ein höchstrangiges Leitungsamt in der römischen Kurie ausübte.
Unmittelbar vor seiner Abdankung berief Papst Benedikt XVI. am 23. Februar 2013 mehrere neue Mitglieder in die Päpstliche Kommission für Lateinamerika, darunter auch seinen späteren Nachfolger, den damaligen Erzbischof von Buenos Aires Jorge Bergoglio. Zuletzt wurden durch Papst Franziskus am 10. März 2021 fünf neue Mitglieder in die Kommission berufen, darunter auch der Spanier Carlos Kardinal Osoro, seit 2014 Erzbischof von Madrid, und der Erzbischof von Philadelphia Nelson Jesus Perez als Vertreter der US-amerikanischen Hispanics.
Zusammen mit dem neuen Sekretär der Kommission, dem mexikanischen Sozialwissenschaftler Rodrigo Guerra López, bestellte Papst Franziskus im Frühjahr 2021 als erste Frau in dieser Funktion die argentinische Theologin Emilce Cuda zur Amtsleiterin der Päpstlichen Kommission für Lateinamerika, die als solche den Bolivianer Julio César Caballero ersetzt und der „Theologie des Volkes“ Bergoglios nahesteht.

### Bisherige Präsidenten der Kommission
- Marcello Kardinal Mimmi (1958–1961)
- Carlo Kardinal Confalonieri (1961–1967)
- Antonio Kardinal Samorè (1967–1983)
- Carlo Kardinal Confalonieri (1969–1973)
- Sebastiano Kardinal Baggio (1973–1984)
- Bernardin Kardinal Gantin (1984–1998)
- Lucas Kardinal Moreira Neves OP (1998–2000)
- Giovanni Battista Kardinal Re (2000–2010)
- Marc Kardinal Ouellet PSS (2010–2023)
- Robert F. Kardinal Prevost OSA (2023–2025)

### Aktuelle Mitglieder
- Marc Ouellet (Noch-Präsident)[13]
- Rodrigo Guerra López (Sekretär seit 2021)[11]
- Emilce Cuda (Sekretärin seit 2022)[14]

2014 bestätigt
- Juan José Asenjo
- Leopoldo José Brenes Solórzano
- Jean-Louis Bruguès
- Héctor Miguel Cabrejos Vidarte
- Antonio Cañizares Llovera
- Mario Antonio Cargnello
- Juan Luis Cipriani Thorne
- Orlando Antonio Corrales García
- José Horacio Gómez
- Franz-Josef Overbeck
- Francisco Robles Ortega
- Stanisław Ryłko
- Leonardo Sandri
- Odilo Pedro Scherer

Spätere Neuberufungen
- Leopoldo José Brenes Solórzano (seit 2014)
- Chibly Langlois (seit 2014)
- José Luis Lacunza Maestrojuán (seit 2015)
- Andrés Stanovnik (seit 2015)
- Daniel Fernando Sturla Berhouet (seit 2015)
- Baltazar Porras Cardozo (seit 2017)
- Sérgio da Rocha (seit 2017)
- Carlos Aguiar Retes (seit 2017)
- Álvaro Ramazzini (seit 2020)
- Juan García Rodríguez (seit 2020)
- Paulo César Costa (seit 2020)
- Celestino Aós Braco OFMCap (seit 2020)[20]
- Orani João Tempesta OCist (seit 2021)
- Carlos Osoro Sierra (seit 2021)
- Rogelio Cabrera López (seit 2021)
- Luis José Rueda Aparicio (seit 2021)
- Nelson Jesus Perez (seit 2021)
- Adalberto Martínez Flores (seit 2022)[21]
- Fernando Natalio Chomalí Garib (seit 2025)[22]